# Kamini Roy
Kamini Roy, född den 12 oktober 1864, död den 27 september 1933, var bengalisk poet, socialarbetare och feminist från Indien. Bland hennes mer kända böcker kan nämnas Mahasweta, Pundorik, Pouraniki, Dwip O Dhup, Jibon Pathey, Nirmalya, Malya O Nirmalya och Ashok Sangeet. 